# Rota (diplomatique)
Pour les articles homonymes, voir Rota.

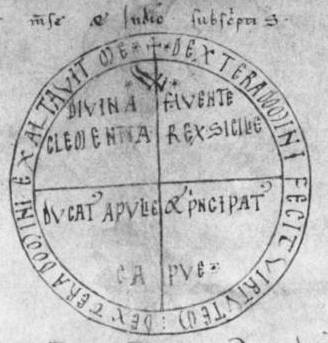
Rota sur un privilège de juin 1159 du roi Guillaume Ier de Sicile

La rota (latin : roue) désigne en diplomatique un signe circulaire de validation d'un acte initialement utilisé dans le cadre de la chancellerie pontificale. Elle a la forme de deux cercles de taille différente emboîtés l'un dans l'autre et au centre desquels s'inscrit généralement une croix.
La rota désigne d'abord la signature papale présente au bas de l'acte, à gauche de la souscription du pape, sur certains privilèges solennels pontificaux. Créé à l'initiative du pape Léon IX., ce signe de sanction juridique et de dévotion contient les noms des apôtres Pierre (Petrus) et Paul (Paulus), celui du pape et son rang (ex: Paschalis papa secundus pour Pascal II), ainsi qu'éventuellement sa devise.
Ce signe s'est répandu hors de la seule chancellerie pontificale. La rota apparaît ainsi dans d'autres documents émanant d'ecclésiastiques qui copient ce signe de validation pontifical. La rota sert également de signe de validation royale sur certains privilèges des royaumes ibériques médiévaux, comme les privilegios rodados . (Le privilegio rodado tire d'ailleurs son nom de la rota, en espagnol rueda).